# Бернейс, Эдвард
Эдвард Бернейс (англ. Edward Louis Bernays; 22 ноября 1891, Вена — 9 марта 1995) — один из крупнейших специалистов по PR. Внёс значительный вклад в создание современной науки массового убеждения, основанного не на разуме, а на манипуляции подсознательными чувствами и импульсами. Был австро-американским «пионером» в области связей с общественностью и пропаганды — как говорилось в некрологе, «отцом общественных отношений». Бернейс объединил идеи о психологии толпы Гюстава Лебона (1841—1931) и Уилфреда Троттера (1872—1939) с психоаналитическими идеями своего дяди Зигмунда Фрейда.

## Биография
Родился в еврейской семье, родители — Эдди Бернейс и Анна Фрейд (сестра Зигмунда Фрейда).
Начал свою карьеру «пиарщика» в 1915 году с организации рекламной кампании всеамериканского турне балета Сергея Дягилева. Позднее работал с «Проктер энд Гэмбл», «Дженерал Моторс», «American Tobacco Company», «General Electric», Элеонорой Рузвельт, Калвином Кулиджем. Журнал «Лайф» включил его в число ста наиболее влиятельных американцев XX века.
Он использовал идеи своего дяди Зигмунда Фрейда при создании современной науки массового убеждения, основанного не на разуме, а на манипуляции подсознательными чувствами и импульсами.
Покинув родину, Австрию, задолго до прихода к власти нацистов, эмигрировал в США, где ему удалось совершенно преобразить коммерческую рекламу и то же самое проделать с искусством политического убеждения (см. Альберт Гор «Атака на разум»).
Бернейс стал пионером использования в PR-индустрии (при разработке общественных кампаний) психологии и других социальных наук. Этот научный метод создания общественного мнения он называл «инжиниринг согласия» (см. Мартин Говард «Мы знаем, что вам нужно» англ. We Know What You Want).

## Методы
Бернейс доработал и популяризировал концепцию пресс-релиза, придуманную и впервые использованную Айви Ли.
Одной из самых известных кампаний Бернейса было продвижение курения для женщин в 1920-е годы. Бернейс помог табачной промышленности преодолеть одно из самых больших социальных табу того времени: женщины, курящие в общественном месте. Женщинам можно было курить только в специально отведённых местах или не дозволено вообще. Женщины, попавшиеся на нарушении этого правила, арестовывались. В 1929 году на Пасхальном параде в Нью-Йорке постановка Бернейса представила моделей, курящих сигареты марки «Lucky Strike» и названных «факелами свободы», подыгрывая на набирающем тогда популярность движении за эмансипацию женщин. После парада женщины стали курить больше, чем когда-либо прежде. Именно благодаря Бернейсу женское курение стало социально приемлемым. Кампания, заказанная табачной индустрией, была преподнесена Бернейсом как новость, чем она на самом деле не была. Бернейс был убеждён, что именно новости, а не реклама — лучшее средство для донесения рекламного сообщения ничего не подозревающему населению.
Одним из любимых приёмов Бернейса для манипулирования общественным мнением в пользу своих клиентов было использование авторитетов. Он говорил, что «если вы можете влиять на лидеров, независимо от того, осознают они это или нет, Вы автоматически влияете на группы людей, находящихся под их влиянием». Например, для стимулирования продаж бекона он провел исследование, заключившее, что американская общественность ест очень лёгкий завтрак: кофе, булочка и апельсиновый сок. Поговорив об этом со своим врачом, он узнал, что плотный завтрак лучше лёгкого потому, что тело теряет энергию в ночное время и нуждается в ней в течение дня. Он попросил своего врача, если он не против, бесплатно написать пяти тысячам коллег, запросив, согласны ли они с этим суждением. Примерно 4500 ответили «да», согласившись с тем, что более плотный завтрак лучше лёгкого для здоровья американца. Тогда Бернейс организовал публикацию этого вывода в газетах по всей стране с заголовками вроде: «4500 врачей настоятельно рекомендуют более плотные завтраки». В газетах утверждалось, что бекон и яичница должны быть основными его компонентами. В результате этих действий продажи бекона пошли вверх.
Работая во время Первой мировой войны в Комитете по общественной информации администрации Вудро Вильсона, Бернейс занимался продвижением идеи о том, что усилия американских военных, прежде всего, направлены на «установление демократии во всей Европе». После войны Вудро Вильсон пригласил Бернейса для участия в Парижской мирной конференции 1919—1920 годов.
Ошеломлённый успехом идеи о поддержке демократии среди населения дома и за рубежом, Бернейс задумался, нельзя ли использовать эту же пропагандистскую модель в мирное время. В связи с негативной коннотацией слова «пропаганда», использовавшегося немцами во время Первой мировой войны, он заменил его на термин «связи с общественностью».
Тот же подход в значительной степени разделял и проводил Уолтер Липпман. Бернейс и Липпман работали вместе в американском Комитете по общественной информации, Бернейс часто цитирует Липпмана в своей фундаментальной работе «Пропаганда».
Бернейс эффективно использовал идеи психоанализа своего дяди Зигмунда Фрейда в целях маркетинга самых разных товаров — таких как сигареты, мыло и книги. В дополнение к теориям своего дяди Бернейс также использовал идеи Ивана Павлова.
Бернейс использовал теорию Фрейда и в работе над восприятием общественностью коммунизма. Он считал, что не следует бороться со страхом общественности перед коммунизмом, а, наоборот, следует ему способствовать, играя на общественных эмоциях. Эта теория была настолько мощной, что она сама по себе стала оружием во время холодной войны.

## Интересные факты
- Эдвард Бернейс является племянником Зигмунда Фрейда и правнуком главного раввина Гамбурга Исаака Бернайса.
- В юности он работал рекламным агентом.
- Однажды перед ним поставили задачу — обеспечить успех пьесы о проститутках. В пуританской Америке тех годов это было непросто, но Бернейс сделал «ход конём» — организовал фонд борьбы с венерическими заболеваниями, который и рекомендовал пьесу как весьма поучительную. Таким образом задача была решена.
- Деятельность Бернейса до сих пор подробно описывается во всех классических учебниках по связям с общественностью.
- Lucky Strike заказала ему кампанию по продвижению своего товара как символа женской независимости, врачи наперебой заявляли о пользе никотина, а оперные певицы — о его благотворном влиянии на голос.
- Он же подарил американцам представление о том, что яичница с беконом — лучший завтрак.
- Существует македонская панк-рок группа Bernays Propaganda.

## Цитаты и высказывания
Сознательное и научное манипулирование привычками и мнениями широких масс является важным элементом демократического общества
Эдвард Бернейс «Пропаганда»
Люди могут принять философию, в которой особое место уделяется религиозной толерантности; они могут поддержать Новый курс или организовать потребительскую акцию протеста. Но подобные результаты не выходят сами собой: в условиях демократии они могут быть достигнуты главным образом путем использования инженерии согласия.

### Монографии
- Бернейс Э. Пропаганда. — М.: Hippo Publishing LTD, 2010.
- Бернейс Э. Кристаллизация общественного мнения. — М.: Вильямс, 2015. — 272 с.: ил. — ISBN 978-5-8459-2002-7.

### Статьи
- Бернейс Э. Манипуляция общественным мнением: как и почему // Полис. 2012. № 4.
- Бернейс Э. Инженерия согласия // Полис. 2013. № 4.